# Susie Amy
Susie Amy (* 17. April 1981 in London, England) ist eine britische Schauspielerin. 
Amy wuchs in der Grafschaft Surrey auf und besuchte zunächst die Sir William Perkins's School in Chertsey, später wechselte sie ins Strode's College.
Einem breiteren Publikum wurde sie 2004 bekannt, als sie die Rolle der Valentine D'Artagnan in Lady Musketier – Alle für Eine spielte. Seit dem Jahr 2000 war sie in mehr als 20 Film- und Fernsehproduktionen zu sehen.

## Filmografie (Auswahl)
- 2002–2004: Footballers’ Wives (Fernsehserie)
- 2004: Lady Musketier – Alle für Eine